# Markarian 779
Markarian 779 (również PGC 42366) – zdeformowana galaktyka (G), znajdująca się w gwiazdozbiorze Panny. Została skatalogowana przez Beniamina Markariana w jego katalogu zawierającym jasne obiekty na niebie, charakteryzujące się intensywną emisją w zakresie ultrafioletu.
Galaktyka ta jest silnie zdeformowana w wyniku niedawnego zderzenia dwóch galaktyk spiralnych. Na skutek tego zderzenia zostały zniszczone ramiona spiralne, a znaczna część gazu i pyłu obu galaktyk została rozproszona. Powstała w ten sposób osobliwa galaktyka o niepowtarzalnym kształcie.